# Европейская ассоциация геоучёных и инженеров
EAGE (Европейская ассоциация геоучёных и инженеров, European Association of Geoscientists and Engineers) — это профессиональная ассоциация геологов, геофизиков, инженеров и специалистов наук о Земле, основана в 1951 году. Ассоциация объединяет в своих рядах более 18 000 членов из более 100 стран мира и представляет собой глобальную сеть учёных и специалистов, работающих в различных отраслях промышленности. Ассоциация является многопрофильной и международной по форме и по сути. Все члены EAGE профессионально вовлечены в общую геологию, геофизику, нефтепоисковые исследования, геологию нефти и газа, разработку месторождений полезных ископаемых, эксплуатацию шахт и гражданское строительство или изучают геонауки. Европейский офис ассоциации расположен в Нидерландах, региональные представительства ассоциации работают в Москве, Дубае и Куала-Лумпуре.

## Миссия
- Содействовать развитию и применению геонаук и связанных с ними инженерных отраслей;
- содействовать развитию инноваций и технического прогресса;
- способствовать общению, взаимодействию и сотрудничеству между теми, кто работает, обучается или иным образом заинтересован в этих областях.

## Членство
EAGE насчитывает более 16 000 членов в более чем 100 странах мира. Все члены EAGE профессионально вовлечены в общую геологию, геофизику, нефтепоисковые исследования, геологию нефти и газа, разработку месторождений полезных ископаемых, эксплуатацию шахт и гражданское строительство или изучают геонауки.

## Деятельность
- Проведение мероприятий (конференций, выставок и семинаров)
- Издательская деятельность (журналы и книги)
- Образовательные программы (краткие курсы, лекции)
- Студенческие программы

## Мероприятия
EAGE организует и проводит множество мероприятий по всему миру от больших конференций до небольших семинаров на определенную тематику. Каждый год EAGE организует крупнейшую в мире многопрофильную геонаучную конференцию и выставку, в которой участвуют более 6 тысяч геоучёных.

## Издательская деятельность
EAGE активно вовлечена в издательскую деятельность. Пять научных журналов представляют весь спектр многопрофильной членской базы ассоциации: First Break, Geophysical Prospecting, Near Surface Geophysics, Petroleum Geoscience и Basin Research. Кроме того, в книжном магазине EAGE представлено более 500 наименований книг по различным тематикам на нескольких языках, а база научных публикаций EarthDoc содержит более 35 000 научных статей.

## Образовательные программы
EAGE предлагает разнообразные образовательные программы для специалистов в геонауках по всему миру. Программы включают однодневные, многодневные и недельные курсы. EAGE имеет широкий круг контактов среди видных экспертов (как занимающихся наукой, так и сотрудников компаний из разных отраслей промышленности), которых она привлекает для чтения кратких курсов и лекций на актуальные темы в различных областях геонаук.

## Студенческие программы
Большое число студенческих мероприятий проходят при поддержке студенческого фонда EAGE. Он предоставляет гранты и оплачивает участие студентов на различных мероприятиях EAGE, выплачивает стипендии и спонсирует студенческие лекционные турне. Студентам предоставляется возможность создания отделений EAGE в своих вузах, что дает еще больше преимуществ при участии в программах EAGE.